# Werda
Werda è un comune di 1 616 abitanti della Sassonia, in Germania.
Appartiene al circondario (Landkreis) del Vogtland (targa V) ed è parte della comunità amministrativa (Verwaltungsverband) di Jägerswald.